# Laurent Piché
 (septembre 2016).
Si vous disposez d'ouvrages ou d'articles de référence ou si vous connaissez des sites web de qualité traitant du thème abordé ici, merci de compléter l'article en donnant les références utiles à sa vérifiabilité et en les liant à la section « Notes et références ».
Pour les articles homonymes, voir Piché.
Laurent Piché, né à Winnipeg le 11 mars 1985, est un réalisateur, scénariste, monteur, et producteur canadien-français originaire du Manitoba au Canada.

## Biographie
Laurent Piché a passé son enfance dans le village franco-manitobain de La Broquerie. Il y a appris à tourner des séquences de films vidéo et a ainsi filmé plusieurs mariages, rencontres sportives, publicités et courts-métrages divers à travers sa petite société de production, Productions Lare.
À 17 ans, il commence à écrire pour une émission francophone destinée à la jeunesse, Clan Destin, diffusée par la radio canadienne CBC Radio. En 2003, son court-métrage documentaire Deuxième enfance est nommé et gagne les prix du Meilleur et du Choix du public au Festival des vidéastes de Winnipeg.
En 2008, il réalise et produit la série Supposition éclairée. Peu de temps après, il lance sa compagnie de production Hatchway Entertainment.
Laurent Piché a été assistant réalisateur dans une trentaine de films. Il est membre de la Guilde canadienne des réalisateurs.